# Денкте
Денкте (нем. Denkte) — община в Германии, в земле Нижняя Саксония.
Входит в состав района Вольфенбюттель. Подчиняется управлению Ассе. Население составляет 3053 человека (на 31 декабря 2010 года). Занимает площадь 18,16 км².
Коммуна подразделяется на 4 сельских округа.
| Год  | Население |
| ---- | --------- |
| 1990 | 2148      |
| 1995 | 2444      |
| 2000 | 3122      |
| 2005 | 3119      |
| 2010 | 3063      |